# Danais tsaratananensis
Danais tsaratananensis är en måreväxtart som beskrevs av Anne-Marie Homolle. Danais tsaratananensis ingår i släktet Danais och familjen måreväxter. Inga underarter finns listade i Catalogue of Life.